# Liste der denkmalgeschützten Objekte in Graz/Lend
Die Liste der denkmalgeschützten Objekte in Graz/Lend enthält die 78 denkmalgeschützten, unbeweglichen Objekte des IV. Grazer Stadtbezirks Lend.

## Denkmäler
| Foto  |                 | Denkmal | Standort                                                                | Beschreibung | Metadaten |
| ----- | --------------- | --- | ----------------------------------------------------------------------- | --- | --- |
| ja    | Datei hochladen | Hauptschule Fröbel, Volksschule Hirten, Schülerhort, Kulturzentrum Graz Nord HERIS-ID: 51300 Objekt-ID: 56923       | Am Fröbelpark 1, 2 Standort KG: Lend                                    | Die stattliche Anlage im Werkbundstil wurde laut Datierung 1930 nach Plänen von Tassilo Hüller errichtet. | BDA-Hist.: Q38044711 Status: § 2a Stand der BDA-Liste: 2025-06-30 Name: Hauptschule Fröbel, Volksschule Hirten, Schülerhort, Kulturzentrum Graz Nord GstNr.: 2039/2 Fröbelschule (Graz)                                                                    |
| ja    | Datei hochladen | Anlage Kloster und Spital der Barmherzigen Brüder HERIS-ID: 112842 Objekt-ID: 131067seit 2017                       | Annenstraße 4 Standort KG: Lend                                         | Das Denkmalobjekt besteht aus vier Teilen. Der erste Teil ist die 1638 und dann wieder 1735–1738 erbaute Barmherzigenkirche mit hohem Satteldach und südseitigem Fassadenturm, an der eine aus dem 17. Jahrhundert stammende Loretokapelle angebaut ist. Daneben befindet sich das Konvent- und Spitalsgebäude, das 1620 von Archangelo Carlone erbaut und bereits Mitte des 17. Jahrhunderts sowie auch mehrmals in späteren Jahrhunderten erweitert wurde. Im Erdgeschoß des Südtrakts befindet sich eine Apotheke. Richtung Mur schließen das Große (heutige Form aus Ende des 18. Jahrhunderts) und das Kleine Zinshaus (heutige Form aus dem Jahr 1899) an. Anmerkung: 2017 wurden vier bis 2016 nach § 2a geschützte Objekte unter dieser Denkmalanlage zusammengefasst. | BDA-Hist.: Q37832354 Status: Bescheid Stand der BDA-Liste: 2025-06-30 Name: Anlage Kloster und Spital der Barmherzigen Brüder GstNr.: 513/1, 513/2, 514, 520 Kloster und Spital der Barmherzigen Brüder Graz                                               |
| ja    | Datei hochladen | Ummauerung und Kleindenkmäler im Garten des Metahof-Schlössls HERIS-ID: 107958 Objekt-ID: 125330                    | Babenbergerstraße 10 Standort KG: Lend                                  | Der Schlosspark ist von einer Stützmauer umgeben, die insbesondere durch die tieferliegende Rebengasse notwendig ist. Die Ziegelbalustrade stammt allerdings erst aus dem Jahr 1982. | BDA-Hist.: Q64692186 Status: § 2a Stand der BDA-Liste: 2025-06-30 Name: Ummauerung und Kleindenkmäler im Garten des Metahof-Schlössls GstNr.: 859, 861, 862/1, 860                                                                                         |
| ja    | Datei hochladen | Metahof-Schlössl mit Nebengebäude HERIS-ID: 37105 Objekt-ID: 36176                                                  | Babenbergerstraße 10 Standort KG: Lend                                  | Das aus dem 17. Jahrhundert stammende Schlössl wurde später mehrfach umgebaut. Es ist ein dreigeschoßiger blockhafter Bau mit abgewalmtem Grabendach, die Schauseite hat einen Frontispiz mit spätbarockem Ziergiebel. Er wurde ursprünglich von Putti und Ziervasen flankiert, diese sind aber teilweise seit dem Zweiten verschollen, teilweise wurden sie 1974 abgenommen. Die Fassade an der Vorderfront ist spätklassizistisch und stammt aus der Zeit um 1850. An zwei Gebäudeseiten befindet sich je ein Gartenportal in neobarocker Stuckumrahmung. Zur Rebengasse hin befindet sich ein einstöckiges Nebengebäude, das als Pferdestall diente. | BDA-Hist.: Q1924768 Status: Bescheid Stand der BDA-Liste: 2025-06-30 Name: Metahof-Schlössl mit Nebengebäude GstNr.: 860 |
| ja    | Datei hochladen | Bundessozialamt, ehem. AMS HERIS-ID: 51294 Objekt-ID: 56917                                                         | Babenbergerstraße 33 Standort KG: Lend                                  | Das ehemalige Landesarbeitsamt wurde 1954–1956 von Wilhelm Jonser, Christine und Walter Kordon gebaut. Es ist ein Stahlskelettbau mit gerasteter Fassade. | BDA-Hist.: Q38044676 Status: Bescheid Stand der BDA-Liste: 2025-06-30 Name: Bundessozialamt, ehem. AMS GstNr.: 911/5 |
| ja    | Datei hochladen | Bürgerhaus, ehem. Freiansitz HERIS-ID: 105533 Objekt-ID: 122531                                                     | Babenbergerstraße 107 Standort KG: Lend                                 | Das Bürgerhaus im Stil der Spätrenaissance mit Rechteckerker auf Pfeilern sowie Schopfwalmgiebel wurde in der 2. Hälfte des 16. Jahrhunderts erbaut. | BDA-Hist.: Q37805591 Status: Bescheid Stand der BDA-Liste: 2025-06-30 Name: Bürgerhaus, ehem. Freiansitz GstNr.: 1429 |
| ja    | Datei hochladen | Keramikrelief Bahnhof HERIS-ID: 81791 Objekt-ID: 95579                                                              | Bahnhofgürtel 65 Standort KG: Lend                                      | Das Keramikrelief an der Fassade ist mit 1968 datiert. Es zeigt eine Steinbogenbrücke (weist auf Viadukte der Semmeringbahn hin), ein Flügelrad, eine Dampflok, Personenwaggons, eine Signalkelle. | BDA-Hist.: Q38176642 Status: § 2a Stand der BDA-Liste: 2025-06-30 Name: Keramikrelief Bahnhof GstNr.: 1004 |
| ja    | Datei hochladen | Straßenlaternen HERIS-ID: 105540 Objekt-ID: 122539                                                                  | vor Bahnhofgürtel 77, 79 Standort KG: Lend                              | Sieben um 1965 errichtete Straßenlaternen. Langer polygonaler Schaft mit aufgesetzter Laterne. Sie bilden mit dem Gebäude der Pensionsversicherungsanstalt ein Gesamtensemble. Die aufgesetzten Laternen wurden mittlerweile ersetzt. | BDA-Hist.: Q37805607 Status: § 2a Stand der BDA-Liste: 2025-06-30 Name: Straßenlaternen GstNr.: 2453 |
| ja    | Datei hochladen | Verwaltungsgebäude der Pensionsversicherungsanstalt HERIS-ID: 81927 Objekt-ID: 95722                                | Bahnhofgürtel 77, 79 Standort KG: Lend                                  | Der freistehende Baukörper wurde 1963–1966 von Franz Schuster erbaut. Bis zur Renovierung um 2013 hatte er einen Paternosteraufzug. | BDA-Hist.: Q38177122 Status: Bescheid Stand der BDA-Liste: 2025-06-30 Name: Verwaltungsgebäude der Pensionsversicherungsanstalt GstNr.: 907/11 |
| ja    | Datei hochladen | Wohnhaus HERIS-ID: 62609 Objekt-ID: 75176                                                                           | Bunsengasse 7 Standort KG: Lend                                         | Das im Jahr 1972 errichtete Haus Frey gilt als das einzige ausgereifte Spätwerk des letzten prominenten Vertreters der Wiener Moderne, Ernst Plischke. Das Gebäude wurde auf ebenen Grund errichtet und durch verschiedene Niveaus und abgestufte Höhen erinnert der Raumplan an die Architektur eines Adolf Loos'. Große Schiebeelemente ermöglichen es, das Erdgeschoß als Ganzes zu nutzen oder je nach Bedarf in einzelne Räume zu teilen, ähnlich der traditionellen japanischen Architektur. | BDA-Hist.: Q38100605 Status: Bescheid Stand der BDA-Liste: 2025-06-30 Name: Wohnhaus GstNr.: 1293/1 Frey-Haus, Graz |
| ja    | Datei hochladen | Siebzehn Großschirmleuchten am Europaplatz HERIS-ID: 108146                                                         | Europaplatz Standort KG: Lend                                           | Anmerkung: Bis 2024 waren nur fünf Leuchten unter einer anderen Inventarnummer geschützt. | BDA-Hist.: Q37805989 Status: Bescheid Stand der BDA-Liste: 2025-06-30 Name: Siebzehn Großschirmleuchten am Europaplatz GstNr.: 1079/10, 2471/3 |
| ja    | Datei hochladen | Hotel Daniel und sieben Straßenlaternen an der Westseite HERIS-ID: 105686 Objekt-ID: 122709                         | Europaplatz 1 Standort KG: Lend                                         | | BDA-Hist.: Q37805939 Status: Bescheid Stand der BDA-Liste: 2025-06-30 Name: Hotel Daniel und sieben Straßenlaternen an der Westseite GstNr.: 1064/1, 1064/2 Hotel Daniel (Graz)                                                                            |
| ja BW | Datei hochladen | Non Stop Kino samt wandfester Ausstattung und beweglichen Elementen HERIS-ID: 105692 Objekt-ID: 122717seit 2020     | Europaplatz 2 Standort KG: Lend                                         | Das Kino wurde 1957 erbaut, im Foyer befinden sich Wandmalereien von Franz Felfer. Das Kino wurde 2010 geschlossen. 2018 ist das Kino renoviert und dient als ÖBB-Schulungszentrum. | BDA-Hist.: Q105646748 Status: Bescheid Stand der BDA-Liste: 2025-06-30 Name: Non Stop Kino samt wandfester Ausstattung und beweglichen Elementen GstNr.: 1063                                                                                              |
| ja    | Datei hochladen | Aufnahmsgebäude Hauptbahnhof Graz HERIS-ID: 45792 Objekt-ID: 47232seit                                              | Europaplatz 3–9, alle Nr. Standort KG: Lend                             | Das Aufnahmsgebäude des Hauptbahnhofs aus dem Jahr 1956 stammt von Wilhelm Aduatz, am Hallenfenster befindet sich eine grün leuchtende Uhr mit Zeigern und Skalenstrichen aus grün leuchtenden Gasentladungsröhren. | BDA-Hist.: Q106825012 Status: Bescheid Stand der BDA-Liste: 2025-06-30 Name: Aufnahmsgebäude Hauptbahnhof Graz GstNr.: 1079/9 Aufnahmsgebäude Graz Hauptbahnhof                                                                                            |
| ja    | Datei hochladen | Postgebäude, Bahnhofpostamt/Hauptpost, Logistik-Center HERIS-ID: 105688 Objekt-ID: 122712seit 2012                  | Europaplatz 10 Standort KG: Lend                                        | Das Bahnhofspostamt ist ein Bau der 1950er-Jahre, es weist eine zeittypische Aufschrift „Postamt“ mit Gasentladungsröhren und einen mehrstöckigen Luster (bogenförmige Gasentladungsröhren) im Stiegenhaus auf. Die seitlichen zwei der vier äußeren Portaltüren sind Stand 2024 noch Original. Das Geländer ist aus Nirosta, der Auslauf des Handlaufs ist als kegelige Schraubenlinie ausgeführt. Im ehemaligen Schalterraum ist ein Plan der Stadt Graz (unsigniert, wohl aus 1956). | BDA-Hist.: Q37805972 Status: Bescheid Stand der BDA-Liste: 2025-06-30 Name: Postgebäude, Bahnhofpostamt/Hauptpost, Logistik-Center GstNr.: 1079/11 Bahnhofpostamt Graz                                                                                     |
| ja    | Datei hochladen | Siedlungen, Wohnhausbauten der Stadtgemeinde Graz HERIS-ID: 105707 Objekt-ID: 122733                                | Floßlendstraße 19-29, unger. Nr. Standort KG: Lend                      | | BDA-Hist.: Q37806002 Status: § 2a Stand der BDA-Liste: 2025-06-30 Name: Siedlungen, Wohnhausbauten der Stadtgemeinde Graz GstNr.: 1895/6, 1895/7, 1895/8, 1895/9, 1895/10, 1895/11, 1895/12, 1895/13, 1895/14, 1895/15, 1895/16, 1895/17, 1895/18, 1895/19 |
| ja    | Datei hochladen | Wohnhaus der ehem. Schmiede HERIS-ID: 105489 Objekt-ID: 122468seit 2014                                             | Grüne Gasse 5 Standort KG: Lend                                         | Das Wohnhaus mit Schopfwalmgiebel stammt wahrscheinlich aus dem 18. Jahrhundert, die Schmiede befand sich nördlich davon. | BDA-Hist.: Q37805439 Status: Bescheid Stand der BDA-Liste: 2025-06-30 Name: Wohnhaus der ehem. Schmiede GstNr.: 1569/2 |
| ja    | Datei hochladen | Wohnhaus HERIS-ID: 51298 Objekt-ID: 56921seit 2013                                                                  | Grüne Gasse 17 Standort KG: Lend                                        | Das im ersten Viertel des 19. Jahrhunderts errichtete Gebäude mit Schopfwalmgiebeln besitzt eine schlichte Plattenstil-Fassade. | BDA-Hist.: Q38044695 Status: Bescheid Stand der BDA-Liste: 2025-06-30 Name: Wohnhaus GstNr.: 1548 |
| ja    | Datei hochladen | Weisseneggerhof HERIS-ID: 37107 Objekt-ID: 36178                                                                    | Hans-Resel-Gasse 3 Standort KG: Lend                                    | Die Anlage aus mehreren Baukörpern weist Walm- und Fußwalmdächer sowie glatte Fassaden auf. Der Baukern ist spätgotisch und stammt aus Ende des 15. Jahrhunderts, im 16. und 17. Jahrhundert erfolgten Um- und Ausbauten. Es war lange im Besitz der Eggenberger, 1732 wurde das Fresko mit dem Allianzwappen von Eggenberg und Sternberg angebracht. | BDA-Hist.: Q2556520 Status: Bescheid Stand der BDA-Liste: 2025-06-30 Name: Weisseneggerhof GstNr.: 805 Weisseneggerhof, Graz |
| ja    | Datei hochladen | SPÖ-Zentrale und AK-Säle, ehem. Hotel International HERIS-ID: 105484 Objekt-ID: 122463                              | Hans-Resel-Gasse 6 Standort KG: Lend                                    | Der stattliche Bau des ehemaligen Hotels mit Eckrondellen entstand nach Plänen von Hubert Gessner in den Jahren 1928 bis 1930. | BDA-Hist.: Q37805425 Status: § 2a Stand der BDA-Liste: 2025-06-30 Name: SPÖ-Zentrale und AK-Säle, ehem. Hotel International GstNr.: 756, 757 SPÖ-Zentrale Graz                                                                                             |
| ja    | Datei hochladen | Figur, Tänzerin HERIS-ID: 105496 Objekt-ID: 122475                                                                  | bei Hanuschgasse 8 Standort KG: Lend                                    | Die Bronzeskulptur Tänzerin wurde 1947 von Walter Pochlatko geschaffen. Sie steht auf einer zylindrischen Kunststeinsäule. | BDA-Hist.: Q37805478 Status: § 2a Stand der BDA-Liste: 2025-06-30 Name: Figur, Tänzerin GstNr.: 742/8 Tänzerin (Walter Pochlatko) |
| ja    | Datei hochladen | Bürgerhaus HERIS-ID: 37108 Objekt-ID: 36179                                                                         | Josefigasse 11 Standort KG: Lend                                        | Das zweigeschoßige Bürgerhaus stammt im Baukern aus dem 17. Jahrhundert. Das rechteckige Steintor ist ein Werk des frühen 19. Jahrhunderts. | BDA-Hist.: Q37974062 Status: Bescheid Stand der BDA-Liste: 2025-06-30 Name: Bürgerhaus GstNr.: 485 |
| ja    | Datei hochladen | Waltersche Wiesenkapelle, Kriegerdenkmal HERIS-ID: 105662 Objekt-ID: 122681                                         | Kalvarienbergstraße Standort KG: Lend                                   | Die Walter'sche Wieskapelle ist heute eine Gedenkstätte für die Gefallenen des Kameradschaftsbundes Kalvarienberg. Es handelt sich um einen kleinen, laut Inschrift 1847 erbauten Rechteckbau in neoromanischen Stilformen. Das Gebäude weist eine Apsis und einen Glockengiebel auf. Die schmiedeeisernen Gitterflügel stammen aus der Bauzeit. Der Innenraum ist durch eine tonnengewölbte Vorhalle sowie ein kreuzrippengewölbtes Joch gegliedert. Die Figuren des Christus an der Geißelsäule, der Mater Dolorosa, des Heiliger Joseph sowie zweier Engel stammen aus der zweiten Hälfte des 19. Jahrhunderts. | BDA-Hist.: Q37805847 Status: § 2a Stand der BDA-Liste: 2025-06-30 Name: Waltersche Wiesenkapelle, Kriegerdenkmal GstNr.: 2274 |
| ja    | Datei hochladen | Figurenbildstöcke Kreuztragender Christus und Mater Dolorosa HERIS-ID: 105745 Objekt-ID: 122777                     | bei Kalvarienbergstraße 151 Standort KG: Lend                           | Die beiden Sandsteinfiguren nach der Art Veit Königers stammen aus der Zeit um 1765. | BDA-Hist.: Q37806157 Status: § 2a Stand der BDA-Liste: 2025-06-30 Name: Figurenbildstöcke Kreuztragender Christus und Mater Dolorosa GstNr.: 2432/3, 2432/2                                                                                                |
| ja    | Datei hochladen | Pfarrhof HERIS-ID: 105787 Objekt-ID: 122819                                                                         | Kalvarienbergstraße 155 Standort KG: Lend                               | | BDA-Hist.: Q37806237 Status: § 2a Stand der BDA-Liste: 2025-06-30 Name: Pfarrhof GstNr.: 2414, 2430, 2399 |
| ja    | Datei hochladen | Bildstock HERIS-ID: 105788 Objekt-ID: 122820                                                                        | bei Kalvarienbergstraße 155 Standort KG: Lend                           | Der Martersäule genannte Bildstock stammt aus der 2. Hälfte des 17. Jahrhunderts und enthält ein Sandsteinrelief Auferstandener Christus. | BDA-Hist.: Q37806253 Status: § 2a Stand der BDA-Liste: 2025-06-30 Name: Bildstock GstNr.: 2429 Wayside shrine Martersäule, Kalvarienberg, Graz |
| ja    | Datei hochladen | Kalvarienberganlage HERIS-ID: 105743 Objekt-ID: 122775                                                              | bei Kalvarienbergstraße 155 Standort KG: Lend                           | Der Kalvarienberg ist eine ausgedehnte Anlage um die Kalvarienbergkirche auf dem Austein. 1660 wurden die ersten Kapellen gestiftet, 1726 waren acht davon urkundlich bezeugt, derzeit sind es zwölf. Die jüngste ist dem hl. Johannes von Nepomuk geweiht und stammt aus der zweiten Hälfte des 19. Jahrhunderts. | BDA-Hist.: Q1167866 Status: § 2a Stand der BDA-Liste: 2025-06-30 Name: Kalvarienberganlage GstNr.: 2417/1, 2419, 2420, 2421, 2422, 2423, 2424, 2425, 2426, 2427, 2428, 2433 Grazer Kalvarienberg                                                           |
| ja    | Datei hochladen | Kalvarienwegbildstock 1 von 7 (Darbringung Jesu im Tempel) HERIS-ID: 105444seit 2022                                | Kalvarienbergbildstöcke - bei Zeillergasse 25 Standort KG: Lend         | Der erste der um 1660 erbauten tabernakelförmigen Bildstöcke am Wallfahrtsweg zum Kalvarienberg. Das Ölbild stammt aus dem Jahr 1997 von Adolf Osterider. | BDA-Hist.: Q112942214 Status: Bescheid Stand der BDA-Liste: 2025-06-30 Name: Kalvarienwegbildstock 1 von 7 (Darbringung Jesu im Tempel) GstNr.: 1802 Wayside shrine I, Kalvarienberg, Graz                                                                 |
| ja    | Datei hochladen | Kalvarienwegbildstock 2 von 7 (Flucht nach Ägypten) HERIS-ID: 105446seit 2022                                       | Kalvarienbergbildstöcke - südlich Zeillergasse 55 Standort KG: Lend     | Der zweite der um 1660 erbauten tabernakelförmigen Bildstöcke am Wallfahrtsweg zum Kalvarienberg. Das Ölbild stammt aus dem Jahr 1997 von Adolf Osterider. | BDA-Hist.: Q112942345 Status: Bescheid Stand der BDA-Liste: 2025-06-30 Name: Kalvarienwegbildstock 2 von 7 (Flucht nach Ägypten) GstNr.: 1868 Wayside shrine II, Kalvarienberg, Graz                                                                       |
| ja    | Datei hochladen | Kalvarienwegbildstock 3 von 7 (Christus im Tempel) HERIS-ID: 105715 Objekt-ID: 122743                               | Kalvarienbergbildstöcke - bei Grimmgasse 9 Standort KG: Lend            | Der dritte der um 1660 erbauten tabernakelförmigen Bildstöcke am Wallfahrtsweg zum Kalvarienberg. Das Ölbild stammt aus dem Jahr 1970 von Adolf Osterider. | BDA-Hist.: Q37806035 Status: Bescheid Stand der BDA-Liste: 2025-06-30 Name: Kalvarienwegbildstock 3 von 7 (Christus im Tempel) GstNr.: 2477/2, 1908 Wayside shrine III, Kalvarienberg, Graz                                                                |
| ja    | Datei hochladen | Kalvarienwegbildstock 4 von 7 (Jesus begegnet seiner Mutter) HERIS-ID: 105661seit 2022                              | Kalvarienbergbildstöcke - bei Kalvarienbergstraße 61 Standort KG: Lend  | Der vierte der um 1660 erbauten tabernakelförmigen Bildstöcke am Wallfahrtsweg zum Kalvarienberg. Das Ölbild stammt aus dem Jahr 1997 von Adolf Osterider. | BDA-Hist.: Q112942703 Status: Bescheid Stand der BDA-Liste: 2025-06-30 Name: Kalvarienwegbildstock 4 von 7 (Jesus begegnet seiner Mutter) GstNr.: 2253 Wayside shrine IV, Kalvarienberg, Graz                                                              |
| ja    | Datei hochladen | Kalvarienwegbildstock 5 von 7 (Kreuzigung) HERIS-ID: 105668 Objekt-ID: 122688                                       | Kalvarienbergbildstöcke - bei Kalvarienbergstraße 82 Standort KG: Lend  | Der fünfte der um 1660 erbauten tabernakelförmigen Bildstöcke am Wallfahrtsweg zum Kalvarienberg. Das Ölbild stammt aus dem Jahr 1970 von Adolf Osterider. | BDA-Hist.: Q37805864 Status: Bescheid Stand der BDA-Liste: 2025-06-30 Name: Kalvarienwegbildstock 5 von 7 (Kreuzigung) GstNr.: 2280/1 Wayside shrine V, Kalvarienberg, Graz                                                                                |
| ja    | Datei hochladen | Kalvarienwegbildstock 6 von 7 (Kreuzabnahme) HERIS-ID: 105665seit 2022                                              | Kalvarienbergbildstöcke - bei Kalvarienbergstraße 121 Standort KG: Lend | Der sechste der um 1660 erbauten tabernakelförmigen Bildstöcke am Wallfahrtsweg zum Kalvarienberg. Das Ölbild stammt aus dem Jahr 1997 von Adolf Osterider. | BDA-Hist.: Q112942951 Status: Bescheid Stand der BDA-Liste: 2025-06-30 Name: Kalvarienwegbildstock 6 von 7 (Kreuzabnahme) GstNr.: 2439/2 Wayside shrine VI, Kalvarienberg, Graz                                                                            |
| ja    | Datei hochladen | Kalvarienwegbildstock 7 von 7 (Pietà) HERIS-ID: 105744 Objekt-ID: 122776                                            | Kalvarienbergbildstöcke - bei Kalvarienbergstraße 155 Standort KG: Lend | Der siebente der um 1660 erbauten tabernakelförmigen Bildstöcke am Wallfahrtsweg zum Kalvarienberg. Das Ölbild stammt aus dem Jahr 1997 von Adolf Osterider. | BDA-Hist.: Q37806140 Status: Bescheid Stand der BDA-Liste: 2025-06-30 Name: Kalvarienwegbildstock 7 von 7 (Pietà) GstNr.: 2431 Wayside shrine VII, Kalvarienberg, Graz                                                                                     |
| ja    | Datei hochladen | Kath. Pfarrkirche Zum Hl. Kreuz, Kalvarienbergkirche mit Scala Santa HERIS-ID: 51299 Objekt-ID: 56922               | bei Kalvarienbergstraße 155 Standort KG: Lend                           | Die Kirche ist aus einer bereits 1629 bezeugten Ölbergkapelle hervorgegangen, die auf Initiative des Grafen Herberstein ab 1668 zu einer Kirche ausgebaut wurde, die einen wichtigen Teil der Kalvarienberganlage bildet. Es ist ein mittelgroßer Rechteckbau mit quadratischem zwiebelbehelmtem Turm. Ein besonderes Element ist die Heilige Stiege (nach dem Vorbild im Lateran), die der Kirche an der Südfassade vorgeblendet ist. Seitlich ist sie durch pilastergegliederte Pfeilerarkaden geöffnet und führt zu einer Attikabalustrade mit Vasen und Obelisken. Die mittlere Ebenen ist als Theatrzum sacrum ausgebildet, bei dem die Ecce-Homo-Szene dargestellt wird und das mit Figuren von Johann Jakob Schoy ausgestattet ist. | BDA-Hist.: Q64512815 Status: § 2a Stand der BDA-Liste: 2025-06-30 Name: Kath. Pfarrkirche Zum Hl. Kreuz, Kalvarienbergkirche mit Scala Santa GstNr.: 2418, 2432/1 Kalvarienbergkirche (Graz)                                                               |
| ja    | Datei hochladen | Kloster und Kirche der Frauen vom Guten Hirten, Schule für körperbehinderte Kinder HERIS-ID: 51302 Objekt-ID: 56925 | Kalvariengürtel 56 Standort KG: Lend                                    | Neogotischer Bau aus dem Jahr 1858. Eine langgestreckte dreigeschoßige Anlage, die Kirche hl. Anna ist risalitartig in die Mitte der Schaufassade eingebunden. Das Interieur der Kirche wurde 1958 nach Plänen von Karl Lebwohl umgestaltet, und mischt historistische mit moderner Formensprache. | BDA-Hist.: Q1776338 Status: § 2a Stand der BDA-Liste: 2025-06-30 Name: Kloster und Kirche der Frauen vom Guten Hirten, Schule für körperbehinderte Kinder GstNr.: 2146, 2147/1, 2151/6 Kirche und Kloster der Frauen vom Guten Hirten, Graz                |
| ja    | Datei hochladen | Kepler Bundesrealgymnasium HERIS-ID: 57444 Objekt-ID: 67506seit 2016                                                | Keplerstraße 1 Standort KG: Lend                                        | Das Gymnasium wurde 1898–1900 von Wilhelm von Rezori mit Neorenaissance-Fassade erbaut. Anmerkung: Identadresse Lendkai 63 | BDA-Hist.: Q38076504 Status: Bescheid Stand der BDA-Liste: 2025-06-30 Name: Kepler Bundesrealgymnasium GstNr.: 94 BRG Kepler |
| ja    | Datei hochladen | Kommunaler Wohnbau HERIS-ID: 12623 Objekt-ID: 8776                                                                  | Keplerstraße 85 Standort KG: Lend                                       | Die Wohnhausanlage mit konkaver Schauseite wurde im Jahr 1929 erbaut. | BDA-Hist.: Q38134440 Status: Bescheid Stand der BDA-Liste: 2025-06-30 Name: Kommunaler Wohnbau GstNr.: 328/2, 329/1, 329/2, 328/1 |
| ja    | Datei hochladen | Ehem. Bierdepotkeller HERIS-ID: 105413 Objekt-ID: 122392                                                            | Keplerstraße 114 Standort KG: Lend                                      | | BDA-Hist.: Q37805324 Status: § 2a Stand der BDA-Liste: 2025-06-30 Name: Ehem. Bierdepotkeller GstNr.: 911/8, 911/11 |
| ja    | Datei hochladen | Kindergarten Kinkgasse HERIS-ID: 43612 Objekt-ID: 44249                                                             | Kinkgasse 2 Standort KG: Lend                                           | Das Gebäude mit Korbbogen-Steintor wurde um die Zeit von 1765 bis 1770 errichtet. | BDA-Hist.: Q38004272 Status: § 2a Stand der BDA-Liste: 2025-06-30 Name: Kindergarten Kinkgasse GstNr.: 578 |
| ja    | Datei hochladen | Umfriedung, Lourdesgrotte und Heiligenstatue Lazaristen HERIS-ID: 51296 Objekt-ID: 56919                            | bei Kleiststraße 73 Standort KG: Lend                                   | Unter diesem Eintrag werden die Umfriedung, eine Lourdesgrotte aus dem späten 19. Jahrhundert und eine Statue des hl. Vinzenz von Paul von Jakob Gschiel aus dem Jahr 1993 zusammengefasst. | BDA-Hist.: Q63986282 Status: § 2a Stand der BDA-Liste: 2025-06-30 Name: Umfriedung, Lourdesgrotte und Heiligenstatue Lazaristen GstNr.: 299, 300 |
| ja    | Datei hochladen | Murzaun HERIS-ID: 110382 Objekt-ID: 128082                                                                          | Lendkai Standort KG: Lend                                               | Gitterfelder aus Stahlbeton | BDA-Hist.: Q37818604 Status: § 2a Stand der BDA-Liste: 2025-06-30 Name: Murzaun GstNr.: 1708/2 |
| ja    | Datei hochladen | Nürnberger Häuser HERIS-ID: 46600 Objekt-ID: 48714                                                                  | Lendkai 29, 31, 33 Standort KG: Lend                                    | Die stilistisch bemerkenswerte Wohnhausgruppe mit Fassaden in altdeutschen Formen wurde in den Jahren 1904 bis 1906 erbaut. | BDA-Hist.: Q38022835 Status: Bescheid Stand der BDA-Liste: 2025-06-30 Name: Nürnberger Häuser GstNr.: 37/1, 41/3, 41/1 Nürnberger Häuser, Graz |
| ja    | Datei hochladen | Miethäuser HERIS-ID: 46553 Objekt-ID: 48641                                                                         | Lendkai 67, 69 Standort KG: Lend                                        | Die beiden viergeschoßigen Miethäuser wurden laut Inschrift im Jahr 1896 erbaut. Im obersten Geschoß befinden sich Malereien, die unter anderem die Göttin Diana darstellen. | BDA-Hist.: Q38022458 Status: Bescheid Stand der BDA-Liste: 2025-06-30 Name: Miethaus GstNr.: 1679, 1680 Lendkai 67-69, Graz |
| ja    | Datei hochladen | Pest-, Mariensäule HERIS-ID: 105439 Objekt-ID: 122418                                                               | bei Lendplatz 10 Standort KG: Lend                                      | Die Pestsäule ist datiert auf das Jahr 1680, wurde aber erst im Jahr 1845 infolge der Straßenerweiterung auf ihren heutigen Standort übertragen. Die Andreas Marx zugeschriebenen Sandsteinfiguren stellen die Heiligen Sebastian, Rochus, Katharina, Jakobus den Älteren, Rosalia, Joseph und Antonius von Padua dar. Bekrönt wird die Pestsäule mit einer Darstellung Maria mit Kind. Die schmiedeeisernen Einfassungsgitter stammen aus der Mitte des 19. Jh. | BDA-Hist.: Q37805358 Status: § 2a Stand der BDA-Liste: 2025-06-30 Name: Pest-, Mariensäule GstNr.: 2527 Plague column, Lendplatz |
| ja    | Datei hochladen | Miethaus, ehem. Lendkaserne HERIS-ID: 51288 Objekt-ID: 56910                                                        | Lendplatz 21 Standort KG: Lend                                          | Die Lendkaserne wurde 1748 als erstes Grazer Kasernengebäude errichtet, musste jedoch nachdem es 1764 einem Feuer zum Opfer fiel neu aufgebaut werden. Danach fungierte es bis zum Jahr 1919 als Depot und Unterkunft unterschiedlicher Truppengattungen. | BDA-Hist.: Q38044658 Status: § 2a Stand der BDA-Liste: 2025-06-30 Name: Miethaus, ehem. Lendkaserne GstNr.: 116 |
| ja    | Datei hochladen | Markthalle HERIS-ID: 105440 Objekt-ID: 122419                                                                       | bei Lendplatz 41 Standort KG: Lend                                      | Die Markthalle entstand Ende des 19. Jahrhunderts. | BDA-Hist.: Q37805372 Status: § 2a Stand der BDA-Liste: 2025-06-30 Name: Markthalle GstNr.: 2528 |
| ja    | Datei hochladen | Minoritenkloster HERIS-ID: 51280 Objekt-ID: 56899                                                                   | Mariahilferplatz 3 Standort KG: Lend                                    | Der frühbarocke Baublock mit glatten Fassaden erstreckt sich um zwei Höfe, wurde von Giovanni Pietro de Pomis ab 1706 erbaut und wurde um 1736 vollendet. Der Kreuzgang besteht aus toskanischen Säulen, an ihn schließt die Schatzkammerkapelle aus der Zeit um 1770 an. Aus dem frühen 18. Jahrhundert stammt das von Joachim Carlone erbaute Sommerrefektorium. | BDA-Hist.: Q57236081 Status: § 2a Stand der BDA-Liste: 2025-06-30 Name: Minoritenkloster GstNr.: 474, 476/1, 476/3, 476/2 Minoritenkonvent Graz |
| ja    | Datei hochladen | Mariahilfkirche, ehem. Klosterkirche der Minoriten HERIS-ID: 105630 Objekt-ID: 122647                               | bei Mariahilferplatz 3 Standort KG: Lend                                | Die Kirche wurde 1607–1611 unter der Leitung von Giovanni Pietro de Pomis erbaut und 1742–1744 im spätbarocken Sinn von Joseph Hueber umgebaut, aus dieser Zeit stammt auch die Zweiturmfassade. Die Sandsteinfiguren an der Fassade (hl. Franziskus und Antonius von Padua) stammen von Philipp Jakob Straub, über dem Mittelportal befindet sich ein Mariahilf-Gnadenbild mit adorierenden Engeln. Hinter einer einjochigen Vorhalle befindet sich ein längsovaler Mittelraum mit Nischen, der in das dreischiffige und vierjochige Langhaus führt, der Chor ist eingezogen. Seitlich angebaut sind die Schmerzhafte-Maria-Kapelle (1665–1668) und die Gruftkapelle der Eggenberger (Anfang 18. Jahrhundert). Die ursprünglich reiche barocke Ausstattung ist mittlerweile dezimiert, der Hochaltar aus der Zeit um 1769 zeigt ein Marien-Gnadenbild, das im Lauf der Zeit populär wurde. In der 1636/37 angebauten Sakristei gibt es bedeutende Gewölbestukkaturen aus dem Jahr 1739, die Johann Cajetan Androy zugeschrieben werden. | BDA-Hist.: Q1896575 Status: § 2a Stand der BDA-Liste: 2025-06-30 Name: Mariahilfkirche, ehem. Klosterkirche der Minoriten GstNr.: 473 Mariahilferkirche, Graz                                                                                              |
| ja    | Datei hochladen | Bürgerhaus HERIS-ID: 37109 Objekt-ID: 36180                                                                         | Mariahilferstraße 1 Standort KG: Lend                                   | Das Bürgerhaus aus dem 17. Jahrhundert erhielt im Zug eines Umbaus in den Jahren 1768/69 seine spätbarocke Fassade. An der Hausecke steht eine Sandsteinfigur der Maria Immaculata aus der Zeit um 1770. | BDA-Hist.: Q37974073 Status: Bescheid Stand der BDA-Liste: 2025-06-30 Name: Bürgerhaus GstNr.: 11 Mariahilferstraße 1, Graz |
| ja    | Datei hochladen | Stadtpalais Thinfeld (Thinnfeld) HERIS-ID: 37110 Objekt-ID: 36181                                                   | Mariahilferstraße 2 Standort KG: Lend                                   | Das kleine barocke Stadtpalais wurde 1741/42 erbaut, wobei die Innenausstattung erst 1745 vollendet wurde. Stark verändert wurde es im 20. Jahrhundert, als es zum Warenhaus umgebaut wurde. Der zweigeschoßige Bau weist ein abgewalmtes Mansardendach mit sieben Gaupen auf, die mit Dreiecksgiebeln bekrönt sind. Das Portal wird von volutenverzeirten toskanischen Pfeilern flankiert, auf dem Gebälk sind zwei Vasen aufgesetzt. Ein auffälliges Detail ist der Prellstein mit schmiedeeisernem Helm an der Südwestecke. Das Gebäude wird nunmehr vom Verein Haus der Architektur als Ausstellungsraum genutzt. | BDA-Hist.: Q2047194 Status: Bescheid Stand der BDA-Liste: 2025-06-30 Name: Stadtpalais Thinfeld (Thinnfeld) GstNr.: 13/1 Palais Thinnfeld, Graz |
| ja    | Datei hochladen | Ehem. Gasthaus Goldener Löwe HERIS-ID: 37111 Objekt-ID: 36182                                                       | Mariahilferstraße 4 Standort KG: Lend                                   | Das ehemalige Gasthaus stammt aus dem 17. Jahrhundert und erhielt in der Zeit um 1775 bis 1780 eine spätbarocke Fassade. | BDA-Hist.: Q37974088 Status: Bescheid Stand der BDA-Liste: 2025-06-30 Name: Ehem. Gasthaus Goldener Löwe GstNr.: 14 |
| ja    | Datei hochladen | Ehem. Gasthaus Studentenwirt HERIS-ID: 37113 Objekt-ID: 36184                                                       | Mariahilferstraße 11 Standort KG: Lend                                  | Das ehemalige Gasthaus Studentenwirt stammt ursprünglich aus dem 17. Jahrhundert und wurde in den Jahren 1767 bis 1770 spätbarock umgebaut. Über dem Korbbogen-Steinportal befindet sich eine bemerkenswerte Sandsteingruppe der Heiligen Familie. | BDA-Hist.: Q37974099 Status: Bescheid Stand der BDA-Liste: 2025-06-30 Name: Ehem. Gasthaus Studentenwirt GstNr.: 507 |
| ja    | Datei hochladen | Ehem. Gasthaus Zur Sonne mit Gartenveranda HERIS-ID: 47067 Objekt-ID: 49600                                         | Mariahilferstraße 12 Standort KG: Lend                                  | Das dreigeschoßige Haus stammt ursprünglich aus dem 17. Jahrhundert, seine Fassade wurde Ende des 19. Jahrhunderts jedoch neu gestaltet. | BDA-Hist.: Q38025468 Status: Bescheid Stand der BDA-Liste: 2025-06-30 Name: Ehem. Gasthaus Zur Sonne mit Gartenveranda GstNr.: 19/1,19/2 Gasthaus zur Sonne (Graz)                                                                                         |
| ja    | Datei hochladen | Minoritenhaus HERIS-ID: 51279 Objekt-ID: 56898                                                                      | Mariahilferstraße 15 Standort KG: Lend                                  | Das dreigeschoßige Haus aus dem 17. Jahrhundert erhielt seine Fassade mit Rundbogen-Steinportal Ende des 18. Jahrhunderts. | BDA-Hist.: Q38044630 Status: § 2a Stand der BDA-Liste: 2025-06-30 Name: Minoritenhaus GstNr.: 472 |
| ja    | Datei hochladen | Ehem. Stadtpalais Wertl von Wertlsberg HERIS-ID: 37114 Objekt-ID: 36185                                             | Mariahilferstraße 20 Standort KG: Lend                                  | Renaissancepalais mit schlossähnlichem Charakter vom Beginn des 17. Jahrhunderts. Um das Jahr 1690 wurde der Bau um ein Stockwerk erhöht. Im Zuge dieses Umbaus wurden die zwei Ecktürme mit einem polygonalen Obergeschoß versehen. | BDA-Hist.: Q2047213 Status: Bescheid Stand der BDA-Liste: 2025-06-30 Name: Ehem. Stadtpalais Wertl von Wertlsberg GstNr.: 26 Palais Wertl von Wertlsberg                                                                                                   |
| ja    | Datei hochladen | Kloster der Barmherzigen Schwestern vom hl. Vinzenz von Paul HERIS-ID: 51291 Objekt-ID: 56913                       | Mariengasse 12 Standort KG: Lend                                        | Das Klostergebäude stammt ursprünglich aus den Jahren 1856–1858 von Karl Schaumburg, nach Kriegsschäden wurde es 1952–1954 wiederhergestellt, in den 1960ern erfolgten weitere Umbauten. An der Fassade befindet sich ein Sgraffito von Toni Hafner das Maria mit Ordensheiligen darstellt. | BDA-Hist.: Q2527242 Status: § 2a Stand der BDA-Liste: 2025-06-30 Name: Kloster der Barmherzigen Schwestern vom hl. Vinzenz von Paul GstNr.: 286, 293, 294 Vinzentinerinnenkonvent Graz                                                                     |
| ja    | Datei hochladen | Klosterkirche der Barmherzigen Schwestern vom hl. Vinzenz von Paul HERIS-ID: 105739 Objekt-ID: 122771               | bei Mariengasse 12 Standort KG: Lend                                    | Die Doppelturmkirche in neoromanischen Stilformen wurde 1860 von Karl Schaumburg erbaut und nach Kriegszerstörungen 1952–1954 von Karl Lebwohl neu errichtet, aber mit Einbeziehung der ursprünglichen Fassade. Im Inneren ist es eine Staffelhalltenkirche mit Beton-Flachtonne auf Pfeilern. | BDA-Hist.: Q64486075 Status: § 2a Stand der BDA-Liste: 2025-06-30 Name: Klosterkirche der Barmherzigen Schwestern vom hl. Vinzenz von Paul GstNr.: 287 Vinzentinerinnenkonvent Graz                                                                        |
| ja BW | Datei hochladen | Figurenbildstöcke und Pavillon HERIS-ID: 105740 Objekt-ID: 122772                                                   | bei Mariengasse 12a Standort KG: Lend                                   | → Hauptartikel : Vinzentinerinnen Graz f1 | BDA-Hist.: Q64486077 Status: § 2a Stand der BDA-Liste: 2025-06-30 Name: Figurenbildstöcke und Pavillon GstNr.: 285/1 Figurenbildstöcke und Pavillon, Mariengasse 12a, Graz                                                                                 |
| ja    | Datei hochladen | Provinzhaus der Lazaristen HERIS-ID: 105742 Objekt-ID: 122774                                                       | Mariengasse 16 Standort KG: Lend                                        | → Hauptartikel : Missionshaus der Lazaristen (Graz) f1 | BDA-Hist.: Q63986283 Status: § 2a Stand der BDA-Liste: 2025-06-30 Name: Provinzhaus der Lazaristen GstNr.: 295 |
| ja    | Datei hochladen | Klosterkirche der Lazaristen HERIS-ID: 105741 Objekt-ID: 122773                                                     | Mariengasse 24 Standort KG: Lend                                        | Die mittelgroße neugotische Wandpfeilerkirche im Ziegelrohbau wurde 1860–1863 von Friedrich von Schmidt erbaut. | BDA-Hist.: Q1809472 Status: § 2a Stand der BDA-Liste: 2025-06-30 Name: Klosterkirche der Lazaristen GstNr.: 296 Lazaristenkirche, Graz |
| ja    | Datei hochladen | Lazaristenkloster, Berufförderungsinstitut Steiermark HERIS-ID: 51292 Objekt-ID: 56914                              | bei Mariengasse 24 Standort KG: Lend                                    | Das ehemalige Klostergebäude wurde ursprünglich 1853 erbaut, nach Kriegsschäden erfolgte 1956 ein Um- und Neubau. Das Fassadegraffito, das den hl. Vinzenz von Paul darstellt stammt von Toni Hafner. | BDA-Hist.: Q63986281 Status: § 2a Stand der BDA-Liste: 2025-06-30 Name: Lazaristenkloster, Berufförderungsinstitut Steiermark GstNr.: 297, 298 |
| ja    | Datei hochladen | Mariensäule HERIS-ID: 105412 Objekt-ID: 122391                                                                      | Marienplatz Standort KG: Lend                                           | Die Mariensäule wurde 1683 durch Fürst Johann Anton II Joseph von Eggenberg vor dem Weißeneggerhof errichtet (nachdem ihre Errichtung 1680 gelobt wurde). Im Jahr 1878 wurde sie nach der Entfernung der Seitenfiguren an ihrem heutigen Standort übertragen. Die Säule wird von einer Sandsteinfigur Maria vom Siege im Stile von Andreas Marx bekrönt. Es handelt sich hier um eine Kopie von Hans Neuböck; das Original befindet sich in der Altersheimkirche Graz. Die steinerne korinthische Wendelsäule ruht auf einen Stufenunterbau mit quadratischen Postament. | BDA-Hist.: Q37805311 Status: § 2a Stand der BDA-Liste: 2025-06-30 Name: Mariensäule GstNr.: 2564 Mariensäule Lend |
| ja    | Datei hochladen | Ehem. Minoriten-Schlössl/Mühlschlössl, evang. Pfarrhof A. B. HERIS-ID: 51285 Objekt-ID: 56906                       | Mühlgasse 43 Standort KG: Lend                                          | Das ehemalige Schlössl wurde 1560 erbaut und Ende des 17. Jhdts. sowie 1889 umgebaut und neu gestaltet. Es ist ein hakenförmiger Bau mit Fußwalmdächern und späthistoristischer Fassade. Die polygonalen Erker am Westtrakt stammen ebenso aus dem Jahr 1889 wie die später teilweise geschlossenen Loggien. Der Turm der Hauskapelle wird von einer Kuppel und einer oktogonalen Laterne abgeschlossen. | BDA-Hist.: Q1958321 Status: § 2a Stand der BDA-Liste: 2025-06-30 Name: Ehem. Minoriten-Schlössl/Mühlschlössl, evang. Pfarrhof A. B. GstNr.: 721, 720/3 |
| ja    | Datei hochladen | Evang. Pfarrkirche A.B., Kreuzkirche HERIS-ID: 51286 Objekt-ID: 56907                                               | bei Mühlgasse 43 Standort KG: Lend                                      | Die Kirche wurde 1912–1914 von Otto Kuhlmann erbaut und im Zweiten Weltkrieg teilweise zerstört, der Turm wurde vereinfacht wiederaufgebaut. Das Langhaus hat seitliche Strebepfeiler und eine offene Vorhalle, im Inneren weist es eine Empore mit dekorierten Brüstungen und eine Einrichtung im Stil des Neo-Empire auf. | BDA-Hist.: Q1788335 Status: § 2a Stand der BDA-Liste: 2025-06-30 Name: Evang. Pfarrkirche A.B., Kreuzkirche GstNr.: 720/2 Kreuzkirche, Graz |
| ja    | Datei hochladen | Gartenhaus HERIS-ID: 68557 Objekt-ID: 81570                                                                         | bei Mühlgasse 61 Standort KG: Lend                                      | Der Pavillon im parkartigen Hof des „Rondo“, das an der Stelle der ehemaligen Marienmühle steht, stammt von Herbert Eichholzer. | BDA-Hist.: Q38120016 Status: Bescheid Stand der BDA-Liste: 2025-06-30 Name: Gartenhaus GstNr.: 715/1 |
| ja    | Datei hochladen | Sog. Stadtmühle HERIS-ID: 46465 Objekt-ID: 48513                                                                    | Orpheumgasse 16 Standort KG: Lend                                       | Die ehemalige Mühle überbaut den Grazer Mühlgang. Um 2000 erfolgte eine Revialisierung, die mit dem Österreichischen Bauherrenpreis 2000 ausgezeichnet wurde. Innen erhalten ist das Gerüst aus gedrechselten Holzsäulen und Holzbalken (derjenige, der das Mahlwerk trug, war verstärkt) bis hinauf bis zum Dachstuhl. | BDA-Hist.: Q38021844 Status: Bescheid Stand der BDA-Liste: 2025-06-30 Name: Sog. Stadtmühle GstNr.: 539 |
| ja    | Datei hochladen | Bürgerhaus HERIS-ID: 58537 Objekt-ID: 69250                                                                         | Sigmundstadl 4 Standort KG: Lend                                        | Die Plattenstil-Fassade des zweigeschoßigen Bürgerhauses ist mit 1791 datiert. Das Korbbogen-Steintor stammt aus derselben Zeit. | BDA-Hist.: Q38083968 Status: Bescheid Stand der BDA-Liste: 2025-06-30 Name: Bürgerhaus GstNr.: 600 |
| ja    | Datei hochladen | Bürgerhaus HERIS-ID: 105509 Objekt-ID: 122488                                                                       | Sigmundstadl 6 Standort KG: Lend                                        | Das Haus ist eines die Gasse prägenden Gebäude mit Schopfwalmdach, im Kern stammt es aus dem 17. Jahrhundert. | BDA-Hist.: Q37805493 Status: § 2a Stand der BDA-Liste: 2025-06-30 Name: Bürgerhaus GstNr.: 601, 602 |
| ja    | Datei hochladen | Ehem. Gasthaus Zum Auge Gottes HERIS-ID: 105605 Objekt-ID: 122614seit 2013                                          | Strauchergasse 20 Standort KG: Lend                                     | Das ehemalige Gasthaus stammt im Baukern aus dem 17. Jahrhundert und erhielt etwa zwischen 1775 und 1780 seine spätbarocke Fassade. In dieser Zeit wurde auch das rechteckige Steinportal samt dem bekrönenden Auge Gottes, den Ziervasen und Puttenköpfen geschaffen. | BDA-Hist.: Q37805789 Status: Bescheid Stand der BDA-Liste: 2025-06-30 Name: Ehem. Gasthaus Zum Auge Gottes GstNr.: 763 Gasthaus Zum Auge Gottes |
| ja    | Datei hochladen | Sog. Eisernes Haus HERIS-ID: 37115 Objekt-ID: 36186                                                                 | Südtiroler Platz 2 Standort KG: Lend                                    | Der Gusseisen-Skelettbau mit glasreicher Fassade wurde 1848 errichtet. Es war schon ein Caféhaus, ein Gasthaus, das Warenhaus „Brüder Lechner“ und zuletzt die Buchhandlung BiBuLa von K & Ö. Sichtbar erhalten blieb nur die Eisenfassade an zwei Seiten im Obergeschoß und die gusseiserne Figur Polyhymnia. Seit 2003 ist es Teil des Kunsthauses Graz. | BDA-Hist.: Q1313569 Status: Bescheid Stand der BDA-Liste: 2025-06-30 Name: Sog. Eisernes Haus GstNr.: 12 Eisernes Haus |
| ja    | Datei hochladen | Persönlichkeitsdenkmal Karl Morre HERIS-ID: 105494 Objekt-ID: 122473                                                | Volksgarten Standort KG: Lend                                           | Das Bronzebildwerk einer Büste Karl Morrés und die Bronzefiguren Null-Anerl und Gabi befinden sich auf einer platzartigen Erweiterung im Grazer Volksgarten. Das Denkmal wurde 1907 von Hans Brandstetter errichtet und ruht auf einem Marmorsockel. | BDA-Hist.: Q37805468 Status: § 2a Stand der BDA-Liste: 2025-06-30 Name: Persönlichkeitsdenkmal Karl Morre GstNr.: 742/3 |
| ja    | Datei hochladen | Bürgerspitalstiftungshaus HERIS-ID: 46487 Objekt-ID: 48553                                                          | Volksgartenstraße 2 Standort KG: Lend                                   | Das viergeschoßige Haus mit monumentaler späthistoristisch-altdeutscher Fassade wurde laut Bauinschrift im Jahr 1888 errichtet. | BDA-Hist.: Q38021982 Status: Bescheid Stand der BDA-Liste: 2025-06-30 Name: Bürgerspitalstiftungshaus GstNr.: 534/1, 534/2, 535, 536 Bürgerspitalstiftungshaus, Lend                                                                                       |
| ja    | Datei hochladen | Pavillon/Gartenhaus HERIS-ID: 105585 Objekt-ID: 122592                                                              | Volksgartenstraße 11 Standort KG: Lend                                  | Der ehemalige Kaffeehauspavillon stammt aus dem Jahr 1875. | BDA-Hist.: Q37805668 Status: § 2a Stand der BDA-Liste: 2025-06-30 Name: Pavillon/Gartenhaus GstNr.: 741 |
| ja    | Datei hochladen | WC-Häuschen HERIS-ID: 110380 Objekt-ID: 128080                                                                      | Volksgartenstraße 18, gegenüber Standort KG: Lend                       | | BDA-Hist.: Q37818578 Status: § 2a Stand der BDA-Liste: 2025-06-30 Name: WC-Häuschen GstNr.: 740 |
| ja    | Datei hochladen | Kiosk HERIS-ID: 110381 Objekt-ID: 128081                                                                            | gegenüber Volksgartenstraße 24 Standort KG: Lend                        | | BDA-Hist.: Q37818589 Status: § 2a Stand der BDA-Liste: 2025-06-30 Name: Kiosk GstNr.: 739 |
| ja    | Datei hochladen | Wasserturm des Hauptbahnhofes Graz HERIS-ID: 25747 Objekt-ID: 22192                                                 | bei Waagner-Biro-Straße 30 Standort KG: Lend                            | Der Wasserturm, der sich an die Formen traditioneller Brunnenkapellen anlehnt wurde 1923 erbaut. | BDA-Hist.: Q37896151 Status: Bescheid Stand der BDA-Liste: 2025-06-30 Name: Wasserturm des Hauptbahnhofes Graz GstNr.: 1079/1 Wasserturm Graz |
| ja    | Datei hochladen | Nischenbildstock HERIS-ID: 105671 Objekt-ID: 122691                                                                 | bei Wiener Straße 41 Standort KG: Lend                                  | Bei diesem Nischenbildstock in Kapellenform handelt es sich um ein vermutlich 1680 errichtetes Pestdenkmal über dreieckigem Grundriss. In den Nischen befinden sich Kunstharzmalereien von Edith Mayer mit einer Ecce-Homo-Darstellung, sowie Darstellungen der Kreuztragung und der Himmelfahrt Marias. Bekrönt wird der Bildstock von einer Sandsteinfigur Maria Immaculata. Im Jahre 1974 wurde Edith Mayer-Hammer vom Grazer Amt für Kultur und Sport mit der künstlerischen Wiedergestaltung des barocken Bildstocks (Nischen in Freskomalerei) beauftragt. | BDA-Hist.: Q37805881 Status: § 2a Stand der BDA-Liste: 2025-06-30 Name: Nischenbildstock GstNr.: 2487 |

## Ehemalige Denkmäler
| Foto |                 | Denkmal                                                                           | Standort                              | Beschreibung | Metadaten |
| ---- | --------------- | --------------------------------------------------------------------------------- | ------------------------------------- | --- | --- |
| ja   | Datei hochladen | Kloster und Spital der Barmherzigen Brüder Objekt-ID: 122574bis 2016              | Annenstraße 4 Standort KG: Lend       | Frühe Grazer Apotheke „Zum Granatapfel“ (Offizin im Erdgeschoß) Anmerkung: 2017 in der Denkmalanlage Kloster und Spital der Barmherzigen Brüder aufgegangen und dort weiterhin geschützt.                                                                                   | BDA-Hist.: Q106783129 Status: § 2a Stand der BDA-Liste: 2016-06-21 Name: Kloster und Spital der Barmherzigen Brüder GstNr.: 513/1                                  |
| ja   | Datei hochladen | Barmherzigenkirche, Garnisonskirche Mariae Verkündigung Objekt-ID: 122569bis 2016 | bei Annenstraße 4 Standort KG: Lend   | Anmerkung: 2017 in der Denkmalanlage Kloster und Spital der Barmherzigen Brüder aufgegangen und dort weiterhin geschützt. | BDA-Hist.: Q808381 Status: § 2a Stand der BDA-Liste: 2016-06-21 Name: Barmherzigenkirche, Garnisonskirche Mariae Verkündigung GstNr.: 514 Barmherzigenkirche, Graz |
| ja   | Datei hochladen | Barmherzige Brüder, Großes Zinshaus Objekt-ID: 56888bis 2016                      | Annenstraße 6 Standort KG: Lend       | Das Zinshaus aus dem 17. Jahrhundert wurde bereits um 1743 bis 1745 umgebaut. Die Plattenstil-Fassade mit Korbbogen-Steinportal entstand um 1790. Anmerkung: 2017 in der Denkmalanlage Kloster und Spital der Barmherzigen Brüder aufgegangen und dort weiterhin geschützt. | BDA-Hist.: Q106783134 Status: § 2a Stand der BDA-Liste: 2016-06-21 Name: Barmherzige Brüder, Großes Zinshaus GstNr.: 520                                           |
| ja   | Datei hochladen | Barmherzige Brüder, Kleines Zinshaus Objekt-ID: 122577bis 2016                    | Kosakengasse 10, 12 Standort KG: Lend | Das ausgedehnte viergeschoßige Gebäude mit späthistoristischen Fassaden wurde unter Einbeziehen eines älteren Baukerns im Jahr 1899 errichtet. Anmerkung: 2017 in der Denkmalanlage Kloster und Spital der Barmherzigen Brüder aufgegangen und dort weiterhin geschützt.    | BDA-Hist.: Q106783137 Status: § 2a Stand der BDA-Liste: 2016-06-21 Name: Barmherzige Brüder, Kleines Zinshaus GstNr.: 513/2                                        |